# Gulehalli, Sagar
Gulehalli là một làng thuộc tehsil Sagar, huyện Shimoga, bang Karnataka, Ấn Độ.